# أوليفر إيتون كرومويل
أوليفر إيتون كرومويل (بالإنجليزية: Oliver Eaton Cromwell)‏ هو متسلق جبال أمريكي، ولد في 1892، وتوفي في 1987.